# 京極高延
京極高延（?—?）是日本戰國時代於北近江的武將、戰國大名。別名高廣、高明。父親是京極高清。

## 生平
生年不詳，家中長男。與弟弟高吉的關係惡劣，而父親高清亦打算把家督讓予高吉，於是在大永3年（1523年）反抗高清，被淺見貞則和淺井亮政、堀元積等近江國人眾擁立，令父親和弟弟逃到尾張國，自身成為京極氏當主，不過實權被淺見貞則掌握。大永5年（1525年），與淺井亮政達成和睦，並流放貞則，而南近江的六角定賴則乘機進攻亮政的居城小谷城等，地位處於不安定的狀態。
享祿元年（1528年），與被上坂信光擁立的高吉對峙。享祿4年（1531年），在畿內的戰亂中，因為支援細川晴元，被細川高國側的六角定賴擊敗。天文2年（1533年），與定賴達成和睦。翌年（1534年），與高清一同在小谷城接受亮政的饗應（飲食招待）。天文7年（1538年），因為父親高清死去，於是繼承家督，不久後，與舉兵的定賴和高吉戰鬥。天文10年（1541年），向亮政出兵，與亮政的兒子久政對峙。天文19年（1550年），與淺井氏達成和睦。此後，與三好長慶聯合，與定賴的兒子義賢戰鬥。天文22年（1553年），被六角軍擊敗，以後消息不明。
兒子高成以近習身份仕於足利義昭，並一直出仕至室町幕府滅亡。

## 外部連結
- 武家家伝＿京極氏 （页面存档备份，存于）